# Oxydia distans
Oxydia distans là một loài bướm đêm trong họ Geometridae.